# Perrou
Perrou és un municipi francès situat al departament de l'Orne i a la regió de Normandia. L'any 2007 tenia 396 habitants.

## Demografia

### Població
El 2007 la població de fet de Perrou era de 396 persones. Hi havia 104 famílies de les quals 32 eren unipersonals (16 homes vivint sols i 16 dones vivint soles), 32 parelles sense fills, 32 parelles amb fills i 8 famílies monoparentals amb fills.
La població ha evolucionat segons el següent gràfic:
Habitants censats

### Habitatges
El 2007 hi havia 141 habitatges, 103 eren l'habitatge principal de la família, 17 eren segones residències i 21 estaven desocupats. 118 eren cases i 22 eren apartaments. Dels 103 habitatges principals, 66 estaven ocupats pels seus propietaris i 37 estaven llogats i ocupats pels llogaters; 10 tenien dues cambres, 16 en tenien tres, 32 en tenien quatre i 46 en tenien cinc o més. 73 habitatges disposaven pel capbaix d'una plaça de pàrquing. A 50 habitatges hi havia un automòbil i a 44 n'hi havia dos o més.

### Piràmide de població
La piràmide de població per edats i sexe el 2009 era:
| Homes | Edats   | Dones |
| ----- | ------- | ----- |
| 0     | 95 o +  | 0     |
| 0     | 90 a 94 | 4     |
| 4     | 85 a 89 | 8     |
| 0     | 80 a 84 | 12    |
| 0     | 75 a 79 | 32    |
| 12    | 70 a 74 | 24    |
| 0     | 65 a 69 | 0     |
| 4     | 60 a 64 | 8     |
| 8     | 55 a 59 | 12    |
| 12    | 50 a 54 | 16    |
| 24    | 45 a 49 | 24    |
| 16    | 40 a 44 | 28    |
| 24    | 35 a 39 | 12    |
| 12    | 30 a 34 | 0     |
| 20    | 25 a 29 | 16    |
| 12    | 20 a 24 | 8     |
| 16    | 15 a 19 | 8     |
| 0     | 10 a 14 | 12    |
| 8     | 5 a 9   | 4     |
| 4     | 0 a 4   | 4     |

## Economia
El 2007 la població en edat de treballar era de 282 persones, 166 eren actives i 116 eren inactives. De les 166 persones actives 156 estaven ocupades (81 homes i 75 dones) i 10 estaven aturades (3 homes i 7 dones). De les 116 persones inactives 27 estaven jubilades, 13 estaven estudiant i 76 estaven classificades com a «altres inactius».

### Ingressos
El 2009 a Perrou hi havia 101 unitats fiscals que integraven 243 persones, la mediana anual d'ingressos fiscals per persona era de 15.773 €.

### Activitats econòmiques
Dels 9 establiments que hi havia el 2007, 3 eren d'empreses de fabricació d'altres productes industrials, 1 d'una empresa de comerç i reparació d'automòbils, 1 d'una empresa de transport, 2 d'empreses financeres i 2 d'empreses de serveis.
L'únic servei als particulars que hi havia el 2009 era un taller de reparació d'automòbils i de material agrícola.
L'únic establiment comercial que hi havia el 2009 era una botiga de menys de 120 m².
L'any 2000 a Perrou hi havia 8 explotacions agrícoles que ocupaven un total de 195 hectàrees.

## Poblacions més properes
El següent diagrama mostra les poblacions més properes.